# Luigi Liguori
Luigi Liguori (Nápoles, Italia, 31 de marzo de 1998) es un futbolista italiano. Juega de delantero y su equipo actual es el Gladiator 1924 de la Eccellenza Campania de Italia.

## Trayectoria
Se formó en el club Mariano Keller de Nápoles y en la cantera del Napoli.
El 17 de julio de 2017 el Napoli lo cedió a préstamo al Cosenza Calcio de la Serie C italiana (9 presencias y dos goles), para luego cederlo al Fidelis Andria de la misma categoría, el 31 de enero de 2018 (1 presencia). El 1 de agosto del mismo año fichó libre por el Bari de la Serie D (14 presencias y 1 gol). En julio de 2019 fue adquirido otra vez por el Napoli, para luego ser cedido a la Fermana de la Serie C (11 presencias y 1 gol).
El 1 de septiembre de 2020 fichó por el Lille O. S. C. de la Ligue 1 francesa. El club lilés lo cedió otra vez a la Fermana y luego al Lecco. A partir de 2021, ha jugado en varios clubes de Campania: Afragolese, Frattese, Ercolanese, Casoria, Portici y Gladiator.

## Clubes
| Club                          | País    | Año         |
| ----------------------------- | ------- | ----------- |
| Cosenza Calcio (cedido)       | Italia  | 2017 - 2018 |
| S. S. Fidelis Andria (cedido) | Italia  | 2018        |
| S. S. C. Bari                 | Italia  | 2018 - 2019 |
| Fermana F. C. (cedido)        | Italia  | 2019 - 2020 |
| Lille O. S. C.                | Francia | 2020 - 2021 |
| Fermana F. C. (cedido)        | Italia  | 2020 - 2021 |
| Calcio Lecco 1912 (cedido)    | Italia  | 2021        |
| Afragolese 1944               | Italia  | 2021        |
| Calcio Frattese 1928          | Italia  | 2021        |
| S. S. Ercolanese              | Italia  | 2021 - 2022 |
| Casoria Calcio 1979           | Italia  | 2022 - 2023 |
| Afragolese 1944               | Italia  | 2023 - 2024 |
| Portici 1906                  | Italia  | 2024        |
| Gladiator 1924                | Italia  | 2024 - Act. |